# Metrioppia zlotini
Metrioppia zlotini är en kvalsterart som beskrevs av Krivolutsky 1971. Metrioppia zlotini ingår i släktet Metrioppia och familjen Metrioppiidae. Inga underarter finns listade i Catalogue of Life.